# José Zacarias
José Zacarías Antonio Beletzuy (Coatepeque, 15 marzo 1982) è un ex calciatore guatemalteco, di ruolo centrocampista.

## Caratteristiche tecniche
Giocava come trequartista.

## Carriera

### Club
Ha giocato fino al 2009 allo Xelajú MC. Nel 2009 è passato al Dep. Coatepeque. Nel 2014 è stato acquistato dall'Halcones LM, con cui ha concluso la propria carriera nel 2016.

### Nazionale
Ha debuttato in Nazionale il 15 luglio 2003, in Guatemala-Giamaica (0-2), subentrando a Freddy García al minuto 61. Ha partecipato, con la Nazionale, alla CONCACAF Gold Cup 2003 e alla CONCACAF Gold Cup 2005. Ha collezionato in totale, con la maglia della Nazionale, 17 presenze.